# Claudi II el Gòtic
Marc Aureli Claudi (llatí: Marcus Aurelius Claudius), conegut com a Claudi el Gòtic per unes victòries contra aquests invasors, fou un emperador romà que va tenir un regnat breu, del 268 al 270, ja que una malaltia va posar fi a la seva vida. En aquest temps va recuperar el control sobre els territoris d'Hispània que havia perdut el seu predecessor. Es va guanyar el respecte dels seus contemporanis per haver fet tot el possible per recuperar territoris, fins al punt que emperadors posteriors el posaven com a exemple a seguir i buscaven en el seu arbre genealògic alguna possible connexió amb ell.

## Orígens
Marc Aureli Claudi va néixer el 10 de maig del 213. Descendia d'una família senzilla de Sírmium, a Dardània o potser de Naïssus a Il·líria. Segons Trebel·li Pol·lió, un dels autors de la Història Augusta, tenia també el nom de Flavi, i segons Flavi Vopisc els de Flavi i Valeri, és a dir que estava emparentat amb la gens Flàvia (igual que Vespasià, Titus i Domicià), noms que després van passar a Constantí el Gran. Això està en contradicció amb el fet que els seus prenoms Marc i Aureli indiquen que era d'origen estranger i la seva família hauria obtengut la ciutadania amb la Constitutio Antoniana. Segons Sext Aureli Víctor, molts del seu temps pensaven que era fill de Gordià III, el qual, encara adolescent, va tenir relacions sexuals amb una dona madura.
Tenia fama d'home dur i rude, cosa molt valorada a l'exèrcit. En una ocasió estava lluitant contra un home (lluita esportiva) i li va fer saltar una dent d'un cop de puny indignat perquè el contrincant li havia agafat dels testicles.
Es va destacar en les operacions militars, cosa que li va fer guanyar el favor de l'emperador Deci (249-251), que li va encarregar la defensa de les Termòpiles contra els invasors de Grècia. Valerià I (253-260) el va nomenar comandant en cap de la frontera il·líria i de les províncies del Baix Danubi. Gal·liè el va fer comandant de la seva força d'elit, la cavalleria, i posteriorment va ser el seu home de confiança.

## Ascens al tron
El 268 era tribú militar quan fou enviat a Mediolanum a reprimir la revolta d'Aureol i el va derrotar. Probablement, també va participar en el complot organitzat contra Gal·liè pels oficials principals de l'estat. Mort aquest últim (268), Claudi va ser proclamat successor pels conspiradors al·legant que era la darrera voluntat de Gal·liè. L'exèrcit el va confirmar després de rebre un generós donatiu i va ser ratificat pel senat el 24 de març del 268, just quan es va presentar a Roma.

## Campanyes militars

En vermell i al centre l'Imperi Romà l'any 268, durant el regnat del seu antecessor es van perdre molts territoris a l'oest (Imperi de les Gàl·lies) i a l'est (Síria, amb capital a Palmira).

Immediatament va derrotar un grup d'alamans invasors a la vora del llac de Garda en la batalla del llac Benacus i va prendre el qualificatiu de Germànic. Segons narra Sext Aureli Víctor abans d'emprendre les campanyes militars, Claudi II consultava els llibres sibil·lins.
Després es va proposar recuperar els territoris que des de feia vuit anys s'anomenaven Imperi de les Gàl·lies, que englobaven: Gàl·lia, Hispània i Britànnia. L'exèrcit de Claudi va obtenir algunes victòries i aviat va aconseguir el control d'Hispània i la vall del Rona La Ciutat d'Autun al nord de la Gàl·lia es va declarar favorable a Claudi II, però aquest estava organitzant una campanya per recuperar Palmira i no va fer res quan la Ciutat d'Autun fou assetjada per Victorí, que es feia dir emperador de la Gàl·lia.
Els gots, amb una flota reunida a la boca del Dnièster, van entrar a l'imperi amb 320.000 homes, devastant la costa de l'Euxí, i després van passar a Tràcia i a Grècia, fins al Mont Atos i d'allí a Macedònia, on van posar setge a Tessalònica. Assabentats que Claudi marxava contra ells al front d'un fort exèrcit, van aixecar el setge i van presentar batalla prop de Naís, a Dardània, el 269. Uns 50.000 gots van morir en la batalla, que fou un gran triomf per a Claudi. La resta de bàrbars van fugir o van morir de gana, de fred o de malaltia i només una part van poder escapar cap a l'Hemos, on foren envoltats i derrotats una altra vegada; la majoria van morir i els que es van rendir foren allistats a l'exèrcit romà o, si no valien per a l'exèrcit, van ser destinats a feines agrícoles com a esclaus. L'emperador es va guanyar el títol de Gòtic (Gothicus) amb el qual generalment és conegut.

## Mort i successió
Després de la batalla, es va declarar un brot més fort de l'epidèmia que estava assolant l'imperi, que va passar dels gots als romans i va afectar l'emperador, el qual en va morir el 270, després de regnar poc menys de dos anys. Va recomanar com a successor el seu general Lluci Domici Aurelià, però el seu germà Marc Aureli Quintil va prendre la iniciativa i va ser el successor.
Se'l va considerar un home valent i fort, de costums senzilles i caràcter moderat i, en general, un bon emperador, malgrat que la font principal, la biografia de Trebel·li Pol·lió, es pot considerar parcial. Amb tot i això, Zòsim també en dona detalls que en bona part confirmen Pol·lió.